# Atiega
Atiega en basque ou Atiaga en espagnol, est une commune ou contrée de la municipalité d'Añana dans la province d'Alava dans la Communauté autonome basque.